# The Legend of Zelda: Spirit Tracks
The Legend of Zelda: Spirit Tracks (яп. ゼルダの伝説　大地の汽笛 Zeruda no Densetsu Daichi no Kiteki) — п'ятнадцята гра серії The Legend of Zelda. Розроблена Nintendo EAD спеціально для кишенькової консолі Nintendo DS. Президент компанії Nintendo Сатору Івата (яп. 岩田 聡 Iwata Satoru) анонсував Spirit Tracks на Game Developers Conference 2009 і обіцяв її до кінця 2009 року. Гра вийшла вперше 7 грудня 2009 року у США. Візуальною особливістю є сел-шейдінг, який використовувався також у Phantom Hourglass і Wind Waker. Цього разу протагоністом гри виступає молодий машиніст (англ. engineer) парового потягу. На відміну від Phantom Hourglass, де протагоніст подорожував світовою картою пароплавом, у Spirit Tracks герой керує потягом. Він також може управляти Фантомами (англ. Phantoms), одними зі свох ворогів, за допомогою принцеси Зельди (англ. Zelda), яка вселяється в них, і грати на інструменті під назвою Духовна Флейта (англ. Spirit Flute).

## Сюжет
The Legend of Zelda: Spirit Tracks прямий сиквел The Legend of Zelda: Phantom Hourglass. Після перемоги Беллума (англ. Bellum) у Світі Короля Океанів (англ. World of the Ocean King) Лінк (англ. Link), Тетра (англ. Tetra) і команда її піратів вирушили на відкриття нового Хайрулу (англ. Hyrule). Згодом вони натрапили у безлюдні землі, охрестивши їх Новим Хайрулом (англ. New Hyrule) і відновивши монархію Хайрула. Після цього настав період миру та спокою, під час якого духи добра спостерігали за хайруліанцями. Проте мирні часи пройшли, коли з'явився злий Король Демонів (англ. Demon King), Малладус (англ. Malldus), з метою зруйнувати землі Хайрула.
Духи добра прийшли з небес, щоб боротися з цим Королем. Вони мали успіх у покоренні ворога, але не змогли знищити його. Малладус був запечатаний глибоко під землею. Щоб утримувати його там, були викувані кайдани і зведена Башта Духів (англ. Tower of Spirits). Проте сили духів вичерпались під час битви з Королем Демонів і вони повернулись на небо, лишивши Новий Хайрул у руках обраних хайруліанців. Багато часу по тому Новий Хайрул став процвітаючим королівством, а кайдани, що стримували Малладуса, перетворились на частину нового технологічного дива Хайрула — залізниці.
Гра починається з того, що протагоніст — молодий помічник машиніста парового потягу — збирається до замку принцеси Зельди, щоб узяти участь у церемонії випуску і бути відзначеним званням Королівського Машиніста (англ. Royal Engineer) самою принцесою. Як тільки Зельда винагороджує героя, вона непомітно передає йому записку, в якій відмічений потаємний хід і прохання зустрітись із нею. Вона просить допомогти їй із розслідуванням зникнення Духовних Шляхів (англ. Spirit Tracks). Їй заборонено виходити з замку, тому протагоніст має допомогти їй пройти повз охорону, щоб з'ясувати, чому по всій території Хайрулу за невизначених обставин зникають Шляхи. Пізніше Зельда дарує герою зелений костюм — Костюм Рекрута (англ. Recruit's Uniform) — щоб він був схожий на охоронців замку.
Після успішної втечі з замку двоє натикаються на Альфонзо (англ. Alfonzo), Майстра Машиніста (англ. Master Engineer) головного героя, що навчив його керувати потягом. Через своє військове минуле Альфонзо вирішує супроводжувати принцесу і молодого машиніста до самої Башти Духів. Але як тільки вони вирушають, Духовні Шляхи починають зникати прямо з-під їхніх коліс. Після видовищної аварії троє зустрічають Канцлера Коула (англ. Chancellor Cole) і його помічника Бьорна (англ. Byrne). Останні легко перемагають у сутичці Альфонзо і його помічника і забирають бездиханне тіло принцеси. Воно потрібне йому як посудина для відродження Малладуса.
Протагоніст прокидається у Замку Хайрула (англ. Hyrule Castle). Дух Зельди кружляє біля нього і приходить до висновку, що ніхто крім молодого машиніста не може її бачити. Тому принцеса проводить героя до зброї і він тренується у майстерності володіння мечем. Потім вона змушує його йти у Башту Духів, тому що це єдине місце, де її можуть привести до життя. Щоб допомогти своєму спасителю, принцеса втілюється у Вартових Фантомів (англ. Phantom Guardian), таким чином дає змогу гравцю керувати ними і вирішувати завдяки цьому головоломки у підземеллях.
У Башті Духів двоє зустрічають представницю древньої раси Локомо (англ. Lokomo) Енджін (англ. Anjean). Від мудрої старої вони дізнаються, що, щоб зупинити відродження зла Канцлером необхідно відновити Шляхи, що щезли до цього і з'єднати частини Башти, на які та розлетілась нещодавно. Таким чином кайдани знову стримуватимуть Малладуса під землею, а Башта продовжуватиме виконувати функцію замка.

## Відгуки і нагороди
- The Legend of Zelda: Spirit Tracks отримала нагороду «Найкраща портативна гра» на Gamescom 2009[6]
- The Legend of Zelda: Spirit Tracks була обрана командою IGN у голосуванні «Best of Gamescom 2009» на платформі Nintendo DS[7]
- Official NIntendo Magazine UK поставив грі 92%[8]
- Журнал NGamer поставив Spirit Tracks 92%
- Edge поставив 8 з 10[8]
- GameTrailers поставили грі 9[9]
- Ендрю Райнер (англ. Andrew Reiner) з Game Informer поставив грі 8[10]
- IGN поставили 9.3 з 10 (вище ніж свого часу отримала Phantom Hourglass — 9)[11][12]
- GameSpot поставили Spirit Tracks 8.5 з 10, що менше Phantom Hourglass (9)
- На Metacritic середня оцінка гри 87 зі 100 (на основі 44 оглядів)
- На Gamerankings Spirit Tracks отримали 87. 20
- Nintendo Power поставив грі 9.5
- Gamespy поставила 4.5 з 5, прокоментувавши це «Дивовижна гра, що порушила традиції жанру, не порушуючи формули»